# Laaxum
Laaxum (Fries: Laaksum) is een gehucht in de gemeente Súdwest-Fryslân, in de Nederlandse provincie Friesland. Laaxum ligt ten zuiden van Warns aan het IJsselmeer in het westen van de streek Gaasterland.

## Geschiedenis
Laaxum werd in 1132 vermeld als Laxnum en in 1245 als Laxum, in 1325 als Laxnum, Laxen, Laxenen en Laezenen in 1487 en in de 16e eeuw als Laexum. Bij de vermelding in de 16e eeuw werd Laaxum als eenheid genoemd met Scharl. Wat precies de plaatsnaam betekent is onduidelijk, mogelijk duidt lak (lax) op zacht stromend water. Een meer logische verklaring is woonplaats van de persoon Laka.
In 1345 kwam een (klein) leger van graaf Willem IV van Holland onder andere bij Laaxum aan land om de Friezen te bevechten, wat leidde tot de Slag bij Warns. Rond 1500 stond Laaxum bekend vanwege visserij op bot op het Vrouwenzand, een ondiepte in de toenmalige Zuiderzee. In 1680 werd vermeld dat de bewoners van Laaxum zich bezighielden met palingvisserij.
In 1718 stonden er acht huizen in de buurtschap en in 1851 zes. Aan het begin van de twintigste eeuw was Laaxum een plaats met zestien huizen en twee boerderijen, waarin samen meer dan honderd mensen woonden. In het begin van de eenentwintigste stonden er elf huizen en één boerderij. De haven werd ook wel beschreven als de kleinste van Europa die nog in gebruik is. De plaats groeide toen er in 1912 een haven kwam en de visserij op zijn hoogtepunt was.

Na de bouw van de Afsluitdijk zakte de visserij in Laaxum in. Er werd nog enige tijd op paling gevist, maar dat bleek niet rendabel. Bij de haven van Laaxum staat nog de Hang. In dit kleine gebouw werden eertijds haringen gezouten en gerookt. Deze werden als Lemster bokken veelal naar Duitsland geëxporteerd. Laaxum raakte ondertussen als een bescheiden attractie voor dagjestoeristen in trek. Bij de haven bevindt zich een recreatieterrein.

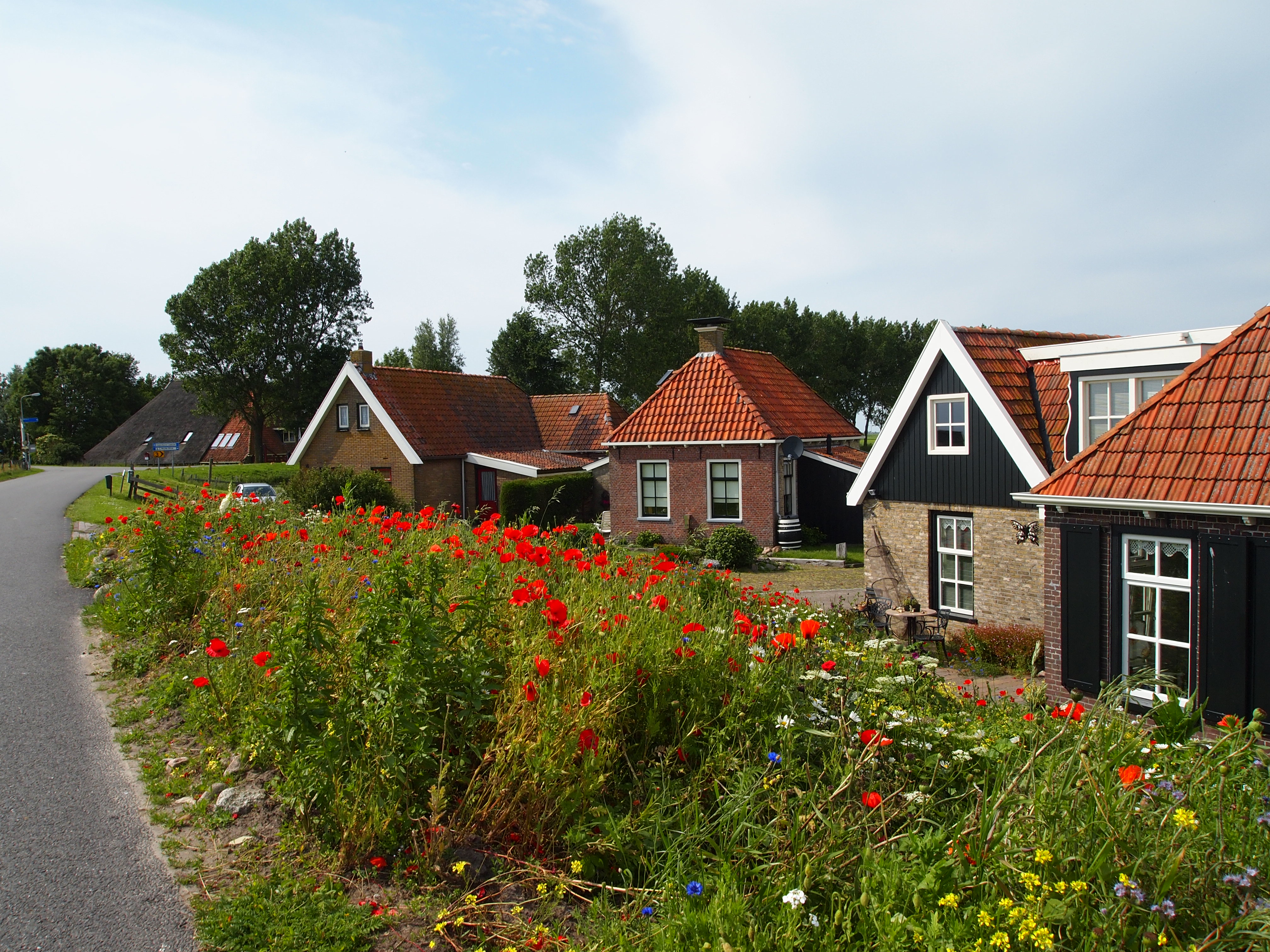
De bebouwing van Laaxum
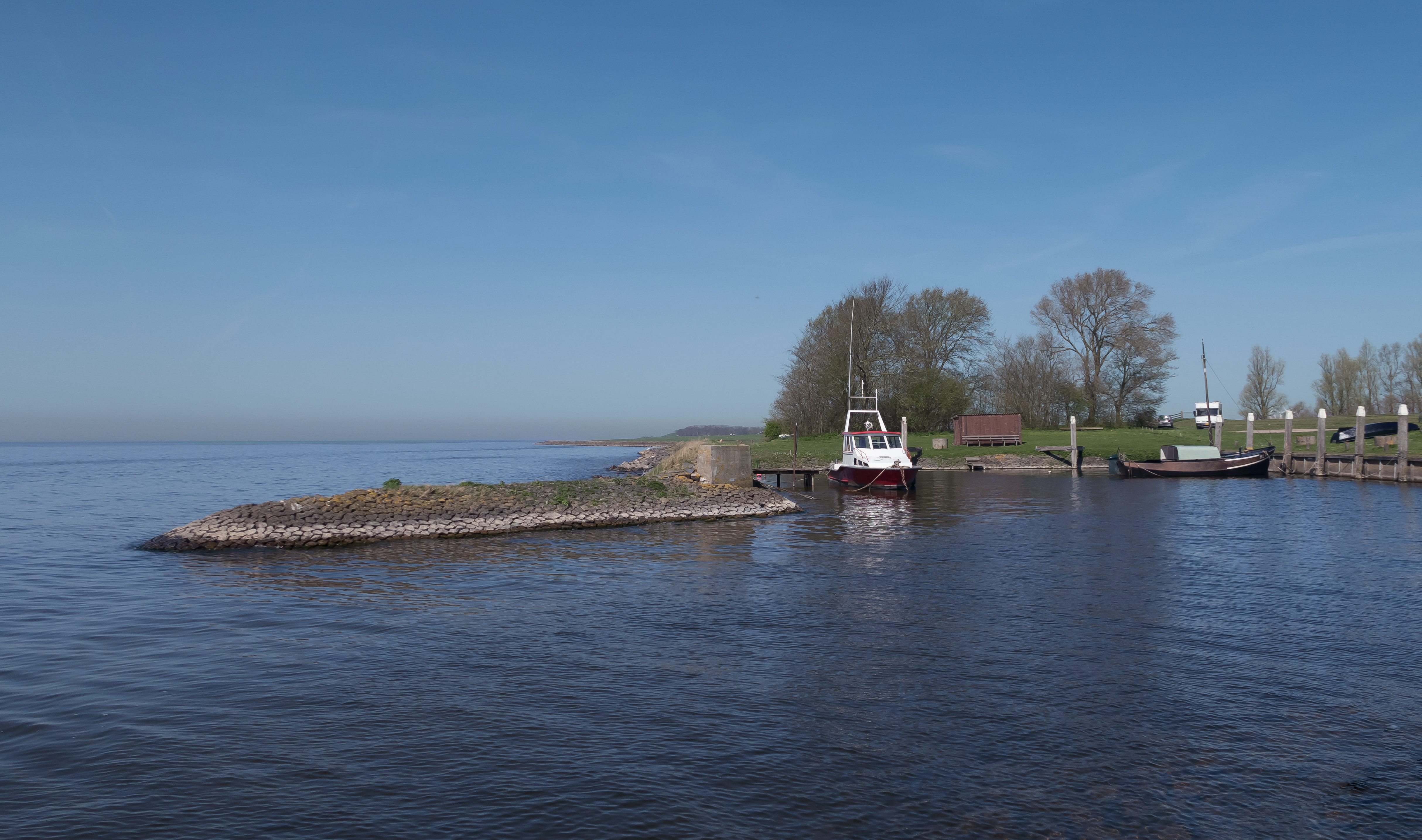
Laaxum, gezicht op de haven